# Волянюк Сергій Борисович
Сергій Борисович Волянюк (нар. 11 серпня 1988 р., с. Острів, Україна) — український науковець, публіцист, громадський діяч. Доктор філософії (кандидат історичних наук).
Заступник директора з наукової роботи Музею національно-визвольної боротьби Тернопільщини. Після 24 лютого 2022 — доброволець ЗСУ.

## Життєпис
Сергій Борисович Волянюк народився 11.08.1988 року в родині вчителів.
Навчався в Острівській ЗОШ I—III ст. та ЗОШ I—III ст. с. Буцнів.
Закінчив Острівську музичну школу (2001).
Закінчив історичний факультет Тернопільського національного педагогічного університету ім. В. Гнатюка (2005—2010) та аспірантуру кафедри політичних наук Київського національного університету будівництва і архітектури (2012—2015).
Працював вчителем історії та правознавства у ЗОШ І-ІІ ст. с. Мар'янівка Тернопільського району (2010—2012) та за сумісництвом керівником туристсько-краєзнавчого гуртка у Тернопільській загальноосвітній школі I—III ст. № 8 (2013—2014).
Захистив дисертацію за спеціальністю «Історія України» у Науково-дослідному інституті українознавства в місті Київ та здобув ступінь кандидата історичних наук (2016).
Працює заступником директора з науково-дослідної роботи Комунальної установи Тернопільської обласної ради «Музей національно-визвольної боротьби Тернопільщини» (2019)
Учасник Революції Гідності (2013—2014), волонтер (2014—2015).
З початком широкомасштабного вторгнення росії у лютому 2022 р. пішов добровольцем у ЗСУ.

## Громадська діяльність
Під час навчання в університеті став членом Студентського наукового товариства.
У 2007 р. вступив до Тернопільського обласного молодіжного науково-пошукового товариства «Обереги».
Належить до Тернопільського осередку молодіжної громадської організації Молодіжний націоналістичний конгрес.
Член Редакційної ради «Літопис УПА».
Ініціатор проєкту «Українські військові формування ХХ-ХХІ ст.: однострої, відзнаки, зброя» в Музеї національно-визвольної боротьби Тернопільщини.
Наукова монографія про боротьбу повстанської армії на території Тернопільщини «Історія воєнної округи УПА „Лисоня“» віднесена так званою «ЛНР» до списку книжок «екстремістської літератури», які рекомендують вилучати з фондів шкільних бібліотек.

## Творчий доробок

### Книги

#### Автор і упорядник
- Збірник документів про національно-визвольний рух УПА на території Тернопільської області «Воєнна округа УПА „Лисоня“: документи та матеріали, 1943—1952» (2012, Літопис УПА Т. 20 (Нова серія));
- Книга-розвідка про повстанського командира УПА «Омелян Польовий — „Остап“» (2013[11]);
- Книга-спогад Петра Кекіша про технічний зв'язок в Українському національно-визвольному підпіллі «Спогади радиста УПА» (2015)[12];
- Видання про діяльність українського підпілля та повстанської армії у Наддніпрянщині «ОУН на Східно Українських Землях в 1943—1945 рр.» (2017)[13];
- Книга про видатних діячів ОУН, УПА і УГВР, уродженців краю «Тернопільщина — визначні постаті національно-визвольного руху»[14] (2018);
- Наукова монографія про боротьбу повстанської армії на території Тернопільщини «Історія воєнної округи УПА „Лисоня“» (2018)[15][16];
- Монографія про діяльність повстанської армії на межі Тернопільської та Хмельницької областей «Над Збручем: Кам'янець-Подільська група УПА на Тернопільщині (друга половина 1944 р.)» (2021).
- «Галицькі Леви на Тернопільщині» (2024)[17]

#### Співавтор
- Збірник науково-популярних статей «Генеральна старшина УПА» (2010)[18];
- Виставка «УПА — відповідь нескореного народу» та брошура-каталог до неї (2017);
- Перевидання праці про одну із найпомітніших військових операцій Галицької Армії у 1919 р. «Чортківська офензива. Дух що тіло рве до бою» (2019);
- Альбом світлин про відкриття музейної установи «Музей національно-визвольної боротьби Тернопільщини» (2020).
- «Конспірація. Вишкільні матеріали з підпільної та збройної боротьби ОУН і УПА» (2024)[19]

### Статті
Автор низки наукових та науково-популярних статей  про національно-визвольний рух 1940-х – 1950-х рр. в Україні. Учасник багатьох міжнародних та всеукраїнських наукових конференцій та круглих столів. 
- Розбудова Української народної самооборони на території Тернопільщини у 1943—1944 рр.
- Майор Червоної армії, який перейшов у ряди УПА
- Повстанець з Херсонщини, що ліквідував польського генерала
- Формування сотні УПА «Буйні» (1943—1944 рр.) / С. Волянюк // Мандрівець. — 2014. — № 5. — С. 29-33.
- Євген Гук — «Шлях» / Сергій Волянюк // Шлях Перемоги. — 2018. — № 29 (3342). — С. 6.
- Карпатський рейд куреня «Бондаренка» у 1944 р. / Сергій Волянюк // Наукові записки Тернопільського національного педагогічного університету імені Володимира Гнатюка. Сер. Історія. — 2014. — Вип. 2, ч. 1. — С. 102—106.
- Боротьба відділів УПА проти польських військових формувань під час німецької окупації на території Тернопільської воєнної округи “ Лисоня” (друга половина 1943 - перша половина 1944 рр.) [Текст] / Сергій Волянюк // Наукові записки Тернопільського національного педагогічного університету імені Володимира Гнатюка.  – Тернопіль : [ТНПУ], 2014. – Вип. 1, ч. 1. – С. 77–82.
- Як загинув командир «Сірих Вовків»?
- Герой УПА із Полтавщини: життя й загибель «Яструба»
- Формування та кадровий склад військового штабу воєнної округи УПА «Лисоня».
- Розбудова та діяльність ВО «Лисоня» у 1944 році.
- Формування груп УНС в Тернопільській області.
- Serhiy Volianiuk. The Use of Technical Communication in Ukrainian Partisan Movement in the Ternopil Region: an Attempt of Generalization // Sphere of culture. Journal of Philological, Historical, Social and Media Communication, Political Science and Cultural Studies / editor-in-chief prof. Ihor Nabytovych. – Lublin: UMCS, 2015. – Vol. 11. – С. 400–408
- Борщівська сотня УПА на Вінниччині / Сергій Волянюк // Подоляни. – 2012. – Ч. 9 (17). – червень. – С. 6.
- Діяльність Омеляна Польового – “Остапа” в Тернопільській воєнній окрузі “Лисоня” / Сергій Волянюк // Наукові записки Тернопільського національного педагогічного університету імені Володимира Гнатюка. Серія: Історія / За заг. ред. проф. І. Зуляка. У двох частинах. – Тернопіль: Вид-во ТНПУ ім. В. Гнатюка, 2013. – Вип. 2. – Ч. 1. – С. 149–154.
- Організаційно-територіальний поділ Подільського краю ОУН / Сергій Волянюк// Дрогобицький краєзнавчий збірник / Гол. Редкол. Л. Тимошенко, упоряд. і наук. ред. М. Галів, В. Ільницький. – Спецвипуск ІІ. – Дрогобич: Посвіт, 2015. – С. 259–269.
- Розбудова та діяльність ВО “Лисоня” у 1944 році / Сергій Волянюк // Україна: культурна спадщина, національна свідомість, державність. – Вип. 22: Українська повстанська армія в контексті національно-визвольної боротьби народів Центрально-Східної Європи / [Гол. редколегії М. Литвин, упоряд. і наук. ред. М. Романюк, О. Стасюк]. НАН України, Інститут українознавства ім. І. Крип’якевича. – Львів, 2012. – С. 306–315.
- Волянюк С. УПА на Підгаєччині / Сергій Волянюк // “Підгайці та Підгаєччина” / упор. Степан Колодницький. – Тернопіль: ТзОВ “Терно-граф”, 2012. – С. 235–244.
- Волянюк С. Краєзнавчі відкриття крізь призму сімейних історій за листами Тернопільського поштового управління дистрикту «Галичина» (1941-1944 рр.)
- Волянюк С. Степан Бандера і Тернопільщина
- Волянюк С. Довкола подій 1945-го в селі Пужники

### Інтерв'ю
- Інтерв'ю з істориком Сергієм Волянюком про підпільну боротьбу в Тернополі
- Найбільший архів підпілля ОУН
- Діалоги. Сергій Волянюк. Про становлення і боротьбу відділів повстанської армії на теренах військово-територіальної одиниці УПА — воєнної округи «Лисоня».
- Найбільша знахідка збройного підпілля ОУН-УПА
- Останні самураї УПА. Історична правда з Вахтангом Кіпіані
- Діалоги. Сергій Волянюк. Про новоутворений «Музей національно-визвольної боротьби Тернопільщини»
- У Підгороднянському лісі знайшли унікальний архів, який може серйозно змінити бачення історії ОУН
- Дім книги.Сергій Волянюк. Розмова про книгу "Історія воєнної округи УПА "Лисоня""
- Тканину на кітель упівця виміняли в монастирі на нову ковдру: як в тернопільському музеї створюють експозицію про добровольчі батальйони
- На обкладинці – про компартію, а всередині – про ОУН: як хитрувала діаспора, аби передати літературу в радянську Україну
- Таємниця 100-річного фото: чи був молодий Степан Бандера на весіллі в Тернопільській області
- День ЗЛУКИ 2024 в Музеї національно-визвольної боротьби Тернопільщини